# Dracophyllum elegantissimum
Dracophyllum elegantissimum là một loài thực vật có hoa trong họ Thạch nam. Loài này được S.Venter mô tả khoa học đầu tiên năm 2004.